# 吳學詩
吳學詩（1531年—？），字伯興，號虚宇，江西瑞州府上高縣人，民籍，明朝政治人物。

## 生平
嘉靖四十年（1561年）辛酉科江西鄉試第八名舉人。嘉靖四十四年（1565年）中式乙丑科會試第五十五名，二甲第七十三名進士。刑部观政，改翰林院庶吉士，隆慶元年（1567年）三月授河南道御史，八月差南直隶印馬，二年四月升四川佥事，四年十一月升尚宝司少卿，五年十二月升光禄寺少卿，六年七月升山西副使，万历三年（1575年）七月降广东佥事，五年正月丁忧。卒。

## 家族
曾祖吳鐔；祖父吳治邦；父吳詔，庠生赠御史。前母李氏，贈孺人；王氏，封太孺人。兄吴興書、弟吴興禮。